# パッセンジャー (歌手)
パッセンジャー（Passenger）ことマイケル・デヴィッド・ローゼンバーグ（Michael David Rosenberg、1984年5月17日 - ）は、イングランド出身のフォークロック・シンガーソングライターである。
バンド「パッセンジャー」のメインボーカルおよび作曲担当であったローゼンバーグは、2009年のバンド解散後、ソロ活動となってもバンド名を使い続けることにした。彼のベストシングルである"Let Her Go"は、多くの国でヒットチャート第1位にランクインしている。この曲は、2014年のブリット・アウォーズ"最優秀英国シングル賞"にノミネートされただけでなく、英国作曲家協会（BASCA）によるアイヴァー・ノヴェロ賞の"最もパフォーマンスされた曲"を受賞した。

## 生い立ち
1984年5月17日、ローゼンバーグはイングランドのイースト・サセックス州ブライトン・アンド・ホヴに生まれた。母親はイングランド人、父親（Gerard Rosenberg）はニュージャージー州ヴァインランド出身のアメリカ人であり、父方の家族はユダヤ系である。ローゼンバーグは、子供の頃にクラシックギターを覚え、14、15歳頃には作曲を始めた。ブライトンでの学校時代には、勉強をせず、専ら音楽に没頭した。音楽で身を立てようと思ったので、16歳の時に学校をやめ、その後、数年間はイングランドとオーストラリアでストリートミュージシャンとして生活することになる。現在でもブライトン在住である。

## 音楽歴

### 活動初期
2001年当時、映画製作会社に勤務していた父親が、ローゼンバーグをフェイスレス（Faithless）の元メンバーであったジェイミー・カトー（Jamie Catto）に引き合わせた。このことがきっかけとなり、2002年にロンドンのロイヤル・コート劇場で行われた「ミャンマー解放運動」チャリティーコンサートで2曲を演奏することになる。この時に、その後一緒に曲作りを行なうアンドリュー・フィリップス（Andrew Phillips）と出会い、また、IE Musicレーベルとのつながりを確立する。ブライトンに戻ったフィリップスとローゼンバーグは、フィリップスの自宅内にあるスタジオで作曲を始め、これまで二人が影響を受けてきたミュージシャンからの感化（実にサイモン&ガーファンクルからDJシャドウと幅広い）がここで融合することになる。2003年には、地元ブライトンの音楽仲間のつてで、マーカス・オデアー（ベース）、アロン・コーエン（ドラム）、リチャード・ブリンクロー（キーボード）をむかえ、"マイク・ローゼンバーグ・バンド"が結成された。

### 2003年～2009年：バンド"パッセンジャー"
ローゼンバーグが最初に人前で演奏したのは16歳の時であった。2003年にはブライトン・アンド・ホヴで、アンドリュー・フィリップスとともに"パッセンジャー"を結成した。2007年にチョークマーク・レコード（Chalkmark Records）から、バンドの最初で最後のアルバム"Wicked Man's Rest"がリリースされた。アルバムの曲は、唯一"Four Horses"だけがフィリップスによるもので、ほとんどすべてはローゼンバーグが作曲している。2009年にパッセンジャーは解散してしまう。

### 2009年～2010年： ソロ活動とアルバム"Wide Eyes Blind Love"
パッセンジャーの解散後もローゼンバーグはバンド名「パッセンジャー」を名乗り続け、ソロでストリートライブを行なうようになる。初舞台を踏んだのは、2009年10月のオーストラリアだった。そこでは、リオール（Lior）や、シドニー在住のエラナ・ストーン（Elana Stone）およびブライアン・カンポー（Brian Campeau）といったミュージシャンの前座をつとめた。また、パースで行なわれる音楽業界への登竜門 One Movement for Music音楽祭にも出演した。このことによって、オーストラリアにおいて「パッセンジャー」は大勢のファンを獲得し、500席のコンサートホールの券が軒並み売り切れとなった。2009年中に、ソロ活動のデビューアルバム"Wide Eyes Blind Love"をリリース。このころ、英国でも数多くのステージに立つようになった。ロンドンの「ドルリー・レーン」シアター・ロイヤルで行われた「トゥーリン・ブレイクス」（Turin Brakes）結成10周年記念コンサートの前座もその一つである。

### 2010年～2011年：アルバム"Flight of the Crow"
次作アルバム"Flight of the Crow"は、オーストラリアでレコーディングされた。レコーディングスタジオでは、リオール、ケイト・ミラー＝ハイドキー（Kate Miller-Heidke）、ボーイ&ベア（Boy & Bear）、ジョシュ・パイク（Josh Pyke）、ケイティ・ヌーナン（Katie Noonan）などオーストラリアで活躍している数多くのミュージシャンと共演することになった。また、ファン限定アルバム"Divers and Submarines"もリリースする。

### 2011年～2013年：アルバム"All the Little Lights"

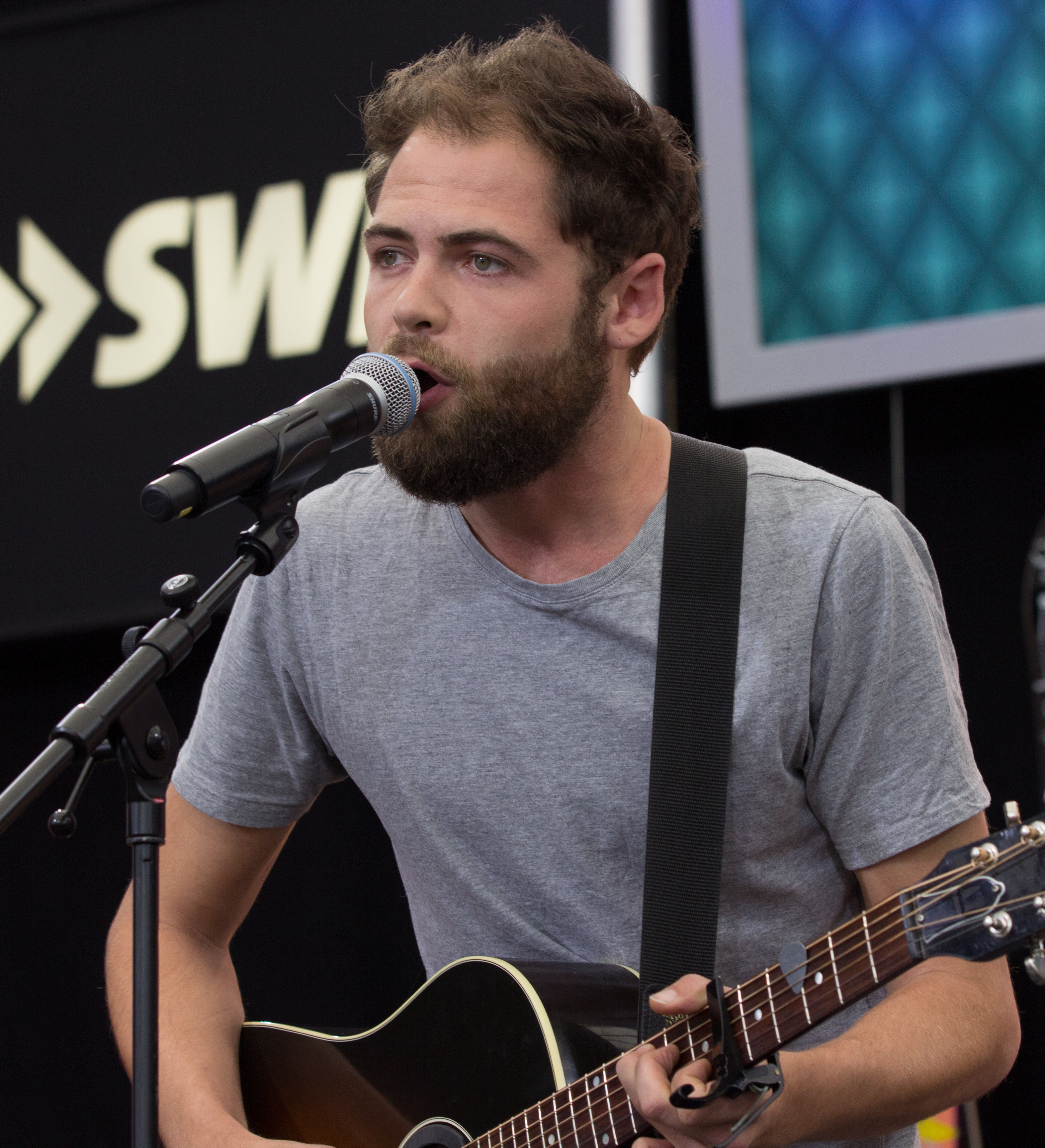
パッセンジャー（2013年9月）

次のアルバムは、シドニーにあるリニア・レコーディング・スタジオで行なわれ、今回もまたオーストラリアのミュージシャンを中心としたバンド編成でレコーディングされた。参加アーティストは、ボーイ&ベアのドラマー、ティム・ハート（Tim Hart）、ジャズベーシストのキャメロン・アンディ（Cameron Undy）、ケイティ・ヌーナン&ザ・キャプテンズからは、キーボードのステュ・ハンター（Stu Hunter）などである。2012年の夏から秋にかけては、ジュールズ・ホランド（Jools Holland）や親友のエド・シーラン（Ed Sheeran）の前座をつとめながら英国ツアーを行なった（エド・シーランとは、ローゼンバーグが15歳頃、ケンブリッジに住んでいた頃からの友人である）。また、ジョン・バトラー・トリオ（John Butler Trio）やジョシュ・パイクといったオーストラリアのミュージシャンと共演する英国ツアーも行なっている。2012年は、エド・シーランの北米ツアーとパリ公演での前座。夏には、北米向けにはNettwerkレコードから、アルバム"All the Little Lights"をリリース。2013年は、エド・シーランの1月のアイルランド公演（5公演のうち4公演は売り切れ）、オーストラリアおよびニュージーランド公演、また、ブライトンとレディングの公演でも前座をつとめた。11月14日にハマースミス・アポロで行なわれた「恵まれない子供たち」（Children in Need）チャリティーコンサートで、ローゼンバーグはシングルカット曲"All the Little Lights"を披露し、BBC Oneにてテレビ中継されている。

### 2014年～現在：アルバム"Whispers"
2014年3月26日、ローゼンバーグは5作目のスタジオアルバムの詳細を発表した。6月9日に、アルバム"Whispers"をリリース。このアルバムに関してローゼンバーグは、ウェブニュース紙Digital Spyに次のように語っている。「間違いなく今までの中では、一番『陽気な』アルバムだね。ちょうど映画みたいに。たくさんのストーリーやアイデアがつまっていて。もちろん、孤独とか死とか『陰気な』場面もあるけど、でも、そういうのがなきゃ、パッセンジャーのアルバムとは言えないでしょ」。2014年4月14日には、アルバムの中から"Hearts on Fire"をシングルカット曲として発売している。

## 受賞およびノミネート作品
- Independent Music Awards 2013: "Let Her Go" – Best Folk/Singer-Songwriter Song[20]
- Galgalatz Israeli annual International song chart – "Let Her Go" – Best song of 2013. [21]
- Brit Awards 2014: "Let Her Go" – British Single of the Year (Nominated) [22]
- Ivor Novello Awards 2014: "Let Her Go" – PRS for Music Most Performed Work. [1]

## ツアー
- "All the Little Lights"ツアー（2012–13年）
- "Whispers"ツアー（2014年）

## ディスコグラフィー

### スタジオ・アルバム
- "Wide Eyes Blind Love"（2009年）
- "Divers & Submarines"（2010年）
- "Flight of the Crow"（2010年）
- "All the Little Lights"（2012年）
- "Whispers"（2014年）
- "Whispers II"（2015年）

### シングル
- "The Wrong Direction"
- "Let Her Go"
- "Holes"
- "Scare Away the Dark"
- "Heart's on Fire"